# Килич-Арслан II
Килич-Арслан II (*бл. 1113 — 1192) — 5-й султан Рума в 1156—1192 роках. Ім'я перекладається як «Меч лева». Повне ім'я Ізз ад-Дін Килич-Арслан бен Масуд.

## Життєпис

### Молоді роки
Походив з династії Сельджукидів. Старший син султана Масуда I. Народився близько 1113 року. З 1130-х років вважався спадкоємцем трону. У 1149-1150-х роках брав участь в поході Масуда I проти Антіохійського князівства. Після успішного завершення військового походу отримав від батька міста Гьокеун, Бехісні, Гойнук, Айнтаб, Дулу і Рабан. Після смерті Масуда I у 1156 році Килич-Арслана оголошено новим султаном Рума.

### Володарювання

#### Зміцнення влади
З самого початку зіштовхнувся із змовами своїх братів та повстанням Данішмендидів. Ягибасан Данішмендид, емір Сіваса, захопив провінції Кайсері і Джейхан. Дізнавшись про це, Килич-Арслан II негайно вирушив у похід. У битві, що сталося в жовтні 1156 року під Аксараї, військо Данішмендидів зазнало нищівної поразки.
У 1156 році Нур ад-Дін Зенгід, атабек Мосула і Халеба, захопив міста Айнтеб і Рабан. Готуючись до походу на Схід, Килич-Арслан II спрямував послів до Балдуїна III, короля Єрусалиму, і Рено де Шатільйона, князя Антіохії, з проханням надати підтримку або дотримуватися нейтралітету в ході майбутніх військових дій. Також уклав союз з Зу-н-Нуном Данішмендидом, еміром Кайсері. Заручившись їх згодою, султан Рума 1157 року виступив з Коньї і незабаром взяв в облогу Айнтеб. Стіни міста були зруйновані катапультами. Взявши Айнтеб, Килич-Арслан II рушив на Рабан. В цей час король Єрусалиму і князя Антіохії атакували війська Нур ад-Діна з півдня, завдавши поразки біля Тиверіадського моря. Потрапивши в вкрай складне становище, атабек Мосула був змушений повернути Килич-Арслану II захоплені у нього землі і в 1158 році повернувся до Халебу.

#### Перша війна з Візантією
Наприкінці 1150-х років на західних кордонах султанату сконцентрувалося велика кількість кочових огузів. Формально вони не були підданими султана Килич-Арслана II, проте останній таємно підтримував їх проти Візантійської імперії. Ці тюрки почали захоплювати візантійські землі та здійснювати набіги на Візантію. Для боротьби з ними імператор Мануїл I спрямував військо. У 1160 році він був атакований тюрками в районі Ескішехіра. Тактика кочових огузів полягала в тому, що ударів по противнику вони завдавали, як правило, вночі, а вранці їх вже не можна було знайти. Так тривало до тих пір, поки втрати регулярної візантійської армії не склали кілька десятків тисяч загиблими. У зв'язку з великими втратами і настанням зими імператор повернувся до Константинополя. Скориставшись цим, тюрки продовжували робити набіги на територію Візантії і дійшли до Испарти і Денізлі. Водночас васал Килич Арслана II Ягибасан Данішмендид вийшов до узбережжя Чорного моря, зайнявши містечки Бафра і Уньє. за цих обставин імператор уклав союз з Данішмендидами, а також з хрестоносцями. Йому вдалося заручитися підтримкою брата Килич Арслана II — Шахіншаха, еміра Анкіри та Чанкири, якому було обіцяно султанський трон. До союзу було доєднано Нур ад-Діна, атабека Мосула і Халеба.
Оточений з усіх боків ворогами Килич Арслан II спрямував до Константинополя послів з пропозицією розпочати мирні переговори. Проте імператор відхилив цю пропозицію. Натомість 1160 року султан Рума передав Ельбістан Ягибасану Данішменидуу, сподіваючись такою ціною прихилити його на свій бік. Але Ягибасан відмовився вийти з коаліції. Тоді султан рушив на чолі війська проти Данішмендидів. Втім союзники по коаліції прийшли на допомогу Ягибасану, і Килич Арслан II зазнав поразки від візантійців на чолі із Іоанном Контостефаном (небожем імператора).
Положення султана було складним, тому в 1162 році він особисто відправився до Константинополя просити миру. Діючи з позиції сили, Мануїл I підписав з Килич Арсланом II договір, відповідно до якого Румський султанат повинен був повернути Візантії низку прикордонних міст і позбавити останню від набігів кочових огузів. Втім цим султану вдалося розколоти антирумську коаліцію.

#### Боротьба з Данішмендидами
Невдовзі Килич Арслан II виступив у похід проти Ягибасана Данішмендида. У 1163 році він захопив місто Сівас. Звідси рушив до Анкіри, щоб покарати свого брата Шахіншаха. Килич Арслан II завдав поразки останньому, який вимушений був тікати до Нур ад-Діна. Бейлік Анкіри та Чанкири було приєднано до власних володінь султана. Потім Килич-Арслан II знову рушив проти Данішмендидів, намагаючись повністю усунути загрозу своїй державі з півночі.
У 1165 році султан захопив Ельбістан, Ларенду (сучасний Караман) і провінцію Джейхан. 1168 році оволодів містом Малатья та більшою частиною Каппадокії. У 1169 році він відібрав у Данішмендидів важливо місто Кайсері, незважаючи на допомогу тим з боку атабека Мосула і Халеба.
У лютому 1175 році Килич Арслан II завоював бейлік Малатья, що також належав Данішмендидам. Влітку того ж року військами султана захоплено міста Ніксар, Токат та інші, що належали Данішмендидам, поваливши володаря Імад ад-Діна Зу-н-Нуна. Таким чином, землі Данішмендидів стали безпосередньою складовою частиною Румського султанату.

#### Друга війна з Візантією
У 1175 році проблема кочових огузів відновилася. В районі Ескішехір знову зібралося понад 100 тисяч осіб огузів. Їм потрібні були пасовища і місця проживання. На цей раз їх набіги набули безперервний характеру і охопили всю західну частину Малої Азії, що належала Візантійській імперії. Тюрки здійснювали набіги на Лаодікею Лікійську, Гієрополіс, Пергам і Адраміттій. Огузи також окупували північний захід Малої Азії. Під час набігів було забрано в полон і продано в ісламських країнах близько 100 тисяч християн. У відповідь Мануїл I зібрав потужне військо, яке у 1176 році виступило у похід.
Супротивник султана рушив до Коньї, де імператор мав намір здобути над Килич-Арсланом II вирішальну перемогу. Султан Рума уникав великих боїв. Частину війська він розділив на окремі самостійні загони, які повинні були діяти проти візантійців партизанськими методами. Ці загони йшли паралельними маршрутами з армією Мануїла I і здійснювали раптові напади на бойові частини і обози супротивника. Крім того, вони спалювали села на шляху проходження візантійського війська, отруювали джерела питної води, ускладнюючи, або роблячи неможливим поповнення запасів продовольства, води і фуражу. Пройшовши Лікію, візантійці повернула на північний схід і в районі озера Хайран увійшли до ущелини в горах Пісідіі — Міріокефалоні. Коли візантійське військо повністю втягнулася в ущелину, то з тилу її обози і бойову охорону атакували кочові огузи, а на виході з нього візантійців чекав Килич Арслан II зі своїми військами. В ущелині Міріокефалоні і на виході з нього поблизу населеного пункту Кумданли візантійцям було завдано важкої поразки. Переможці взяли чимало полонених і здобич грішми, кіньми та всілякими цінними речами. Втім Мануїл I зумів вирватися з оточення, врятувавши частину війська. Після цього було розпочато перемовини, за якими султан домігся зобов'язання зруйнувати фортеці Візантії на своїх кордонах — Дорілей та Сувлею. Коли це не було виконано, Килич-Арслан II спрямував військо у глиб ворожої території, проте воно 1177 року зазнало поразки у битві при Гієліоні.
У 1179 році війська султана завдали поразки хрестоносцям, що поверталися з Єрусалимського королівства. було захоплено у полон Генріха Шампанського, якого Килич-Арслан II тримав його в полоні до виплати викупу. Викуп заплатив візантійський імператор, Генріх I був звільнений. Того ж рокунамагався захопити фортецю Рабан на річці Євфрат, втім марно.
Після смерті Мануїла I в імперії розпочався розгардіяш. За цих обставин тривали постійні військові дії з Візантією. До 1182 року Килич-Арслан II оволодів містами Аполлонія, Дорілей, Котеон. На південному заході півострова межа між Візантією і державою сельджуків проходила під Лаодікеєю Лікійською. Втім спроба захопити важливе портове місто Атталію (сучасна Анталія) зазнало невдачі.
1180 року розпочав війну із зятем Нур ад-Діном Мухаммедом, еміром Хісні. Втім останній отримав підтримку з боку Салах ад-Діна, султана Єгипту та Сирії. В цій війні Килич-Арслан II зазнав невдачі йвимушен був відсутпити. Згодом замирився із зятем та Салах ад-Діном.
У 1183 році султан розпочав новий наступ проти візантійців, в результаті якого до 1185 року захоплено 72 фортеці і кордон дійшов до Філадельфії. 1185 року Килич Арслан II погодився укласти з візантійським імператором Ісааком II Ангелом мир на 10 років.

### Останні роки

Володіння Килич-Арслана II в 1190 році

1187 року, перед загрозою Третього хрестового походу, Килич Арслан II уклав союз Салах-ад-Діном, султаном Єгипту та Сирії,  Втім розрахунок на те, що більшість хрестоносців буде переміщатись до Святої Землі суходолом (землями Малої Азії), не виправдався. У 1190 році лише один володар-хрестоносців увійшов до кордонів Румського султанату — Фрідріх I Барбаросса, імператор Священної Римської імперії. Килич-Арслан II застосував проти нього тактику, що принесла успіхів в кампанії 1176 року проти Візантії. Втім султану не вдалося заманити супротивника у пастку та завдати поразки. 18 травня 1190 року ворог захопив столицю держави Конью. Втім Фрідріх I намагався якнайшвидше дістатися Палестини, тому не зробив нічого для знищення султанату. Невдовзі імператор утонув в річці Салеф, а Килич-Арслан II відновив владу на своїх землях.
У 1191 році він заповів трон молодшому з 11 своїх синів Гіяс ад-Діну Кей-Хосрову. Іншим синам були виділені провінції, в яких вони були повноправними господарями. Після цього сини перестали піклуватися про нього. Килич-Арслан II Кей-Хосров мандрував з міста в місто. Гійас ад-Дін, єдиний вірний з синів, заступився за батька і допоміг йому зайняти Конью. 1192 року Килич-Арслан помер. Похований в мечеті Ала ад-Діна в Коньї.

## Родина
- Кутб ад-Дін Малік-шах, емір Сіваса та Аскарая
- Рукн ад-дін Сулейман-шах, султан у 1196—1204 роках
- Мухі ад-Дін Масуд, емір Анкари, Ескішехіра. Кастамонлу та Чанкири
- Нур ад-Дін Махмуд Султан-шах, емір Кайсері
- Мюгіс ад-Дін Тогрул-шах, емір Ельбістану
- Муїз ад-Дін Кайсар-шах, емір Малатьї
- Наср ад-Дін Баркіярук, емір Ніксара та Койлухісара
- Нізам ад-Дін Аргун-шах, емір Амазії
- Санджар-шах, емір Ереглі
- Арслан-шах, емір Нігде
- Гіяс ад-Дін Кей-Хосров, султан в 1192—1196 та 1205—1211 роках
- Сельджук-хатун, дружина Нур ад-Діна Мухаммеда, еміра Хісни